# RFC Étincelle Bray Maurage
RFC Étincelle Bray Maurage is een Belgische voetbalclub uit Maurage. De club is aangesloten bij de KBVB met stamnummer 1682 en heeft blauw en geel als clubkleuren. De club speelde in haar geschiedenis enkele seizoenen in de nationale reeksen.

## Geschiedenis
Football Club Étincelle Maurage werd opgericht op 15 oktober 1930. Bij toetreding tot de KBVB kreeg de club stamnummer 1682.
Tegen het einde van de jaren '50 slaagde de club erin om te promoveren naar Vierde klasse. De club zou hier vijf opeenvolgende seizoenen spelen, waarbij het voornamelijk in de middenmoot eindigde. De naam van de club wijzigde in 1957 naar Royal Football Club Étincelle Maurage toen het de koninklijke titel kreeg. In 1963 kwam op verhaal van nationaal voetbal ten einde na een voorlaatste plaats. Sindsdien zou de club enkel nog op provinciaal niveau spelen. 
Na het seizoen 1998/99 fuseerde RFC Étincelle Maurage met FC de Bray. De club ging verder onder de naam RFC Étincelle Bray Maurage met het stamnummer 1682.

## Resultaten
| Seizoen                        | Klasse | Klasse | Klasse | Klasse | Klasse | Klasse | Klasse | Klasse | Reeks           | Punten | Opmerkingen |
|                                | I      | II     | III    | IV     | P.I    | P.II   | P.III  | P.IV   |                 |        |             |
| ------------------------------ | ------ | ------ | ------ | ------ | ------ | ------ | ------ | ------ | --------------- | ------ | ----------- |
| 1958/59                        |        |        |        | 12     |        |        |        |        | Vierde Klasse B | 24     |             |
| 1959/60                        |        |        |        | 9      |        |        |        |        | Vierde Klasse A | 29     |             |
| 1960/61                        |        |        |        | 7      |        |        |        |        | Vierde Klasse B | 30     |             |
| 1961/62                        |        |        |        | 13     |        |        |        |        | Vierde Klasse B | 24     |             |
| 1962/63                        |        |        |        | 15     |        |        |        |        | Vierde Klasse D | 21     |             |
| Provinciaal voetbal sinds 1963 |        |        |        |        |        |        |        |        |                 |        |             |